# Bamse – Der liebste und stärkste Bär der Welt
Bamse – Der liebste und stärkste Bär der Welt (Originaltitel: Bamse och tjuvstaden, internationaler Titel: Bamse and the City of Thieves) ist ein schwedischer Animationsfilm aus dem Jahr 2014. Hauptfigur ist der Braunbär Bamse, in Deutschland kurzzeitig unter dem Namen Tino Tatz als Comic erschienen, der von Rune Andréasson erschaffen wurde.

## Handlung
Der böse Reinhard Fuchs hat das idyllische Leben satt und entführt mit den anderen Schurken der Stadt die Großmutter des Bären Bamse. Sie soll für sie Donnerhonig produzieren, der in der Vergangenheit immer Bamse starke Kräfte verliehen hat. Reinhard Fuchs plant mit seinen Kumpanen nämlich den Überfall auf einen Zug voller Süßigkeiten.
Bamse und seine Freunde Hopser und Herr Schildkröte brechen auf, um Großmutter aus den Händen von Reinhard Fuchs und seinen Kumpanen zu befreien. Ihr Weg führt sie durch den dunklen Trollwald bis hin zum Burg der Diebe.

## Produktion
Bamse – Der liebste und stärkste Bär der Welt ist der erste Kinofilm um den Bären Bamse, dessen Abenteuer bis dahin nur als Fernsehserie und Kurzfilme umgesetzt worden waren. Er nimmt dabei Elemente früherer Filme auf, so spielte der Trollwald („Trollskogen“) bereits im 1991 veröffentlichten Bamse-Fernsehfilm Bamse i trollskogen eine zentrale Rolle. Der Film war das Langfilmregiedebüt von Animator Christian Ryltenius, der den Film zudem ko-produzierte. Die Animation wurde aus Kostengründen in Taiwan realisiert.
Bamse – Der liebste und stärkste Bär der Welt lief am 17. Januar 2014 in den schwedischen Kinos an. Am 11. März wurde er auf dem BUFF Filmfestival in Malmö gezeigt und im November 2014 auf DVD veröffentlicht. Am 28. Dezember 2017 kam der Film in die deutschen Kinos.

## Synchronisation
Die deutschsprachige Synchronisation entstand durch Lavendelfilm nach einem Dialogbuch von Nadine Geist, die Dialogregie übernahm Sebastian Schulz.
| Rolle                        | Originalsprecher    | deutscher Sprecher |
| ---------------------------- | ------------------- | ------------------ |
| Bamse                        | Peter Haber         |                    |
| Hopser / Lille Skutt         | Morgan Alling       |                    |
| Herr Schildkröte / Skalman   | Steve Kratz         |                    |
| Reinhard Fuchs / Reinard Räv | Magnus Härenstam    |                    |
| Erzähler                     | Tomas Bolme         | Torsten Sense      |
| Berättare                    | Tomas Bolm          |                    |
| Oma Berta                    | Ia Langhammer       | Luise Lunow        |
| Vargen                       | Shebly Niavarani    |                    |
| Nalle-Maja                   | Tea Stjärne         |                    |
| Knocke/Smocke                | Leif Andrée         | Sven Brieger       |
| Brummelisa                   | Maria Bolme         |                    |
| Buster Pirat                 | Tomas Tivemark      | Helmut Krauss      |
| Katta-Lo                     | Edith Enberg-Salibi |                    |
| Fröken Fiffi                 | Karin Gidfors       |                    |
| Farliga Flisan Sork          | Susanne Kujala      |                    |
| Ola Grävling                 | Nicklas Lindh       |                    |
| Konstapel Kask               | Nicklas Lindh       |                    |
| Troll                        | Nicklas Lindh       |                    |
| Kubbe Wolfscousin            | Rolf Lydahl         | Wolfgang Ziffer    |
| Lilla Vargkusinen            | Kim Sulocki         |                    |

## Kritik
Die schwedische Boulevardzeitung Expressen befand, dass man sich nach Jahren des exzessiven Bamse-Merchandisings mit Bamse – Der liebste und stärkste Bär der Welt nun wieder der Atmosphäre der alten Geschichten um den Bären angenähert habe. Auch wenn Animation und Toneffekte modern seien, bleibe der Film der ursprünglichen Tradition treu und enthalte eine pädagogisch wertvolle Moral. Sluggerfilm fasste den Film als eine Geschichte über Freundschaft zusammen, die aber auch zeige, „wie schnell man gemein werden kann, wenn man ausgeschlossen wird“.
Kritiker erinnerte die Handlung des Films an die des norwegischen Kinderbuchs Die Räuber von Kardemomme von Thorbjørn Egner; die Suche der drei Freunde wurde zudem mit J.R.R. Tolkiens Der Herr der Ringe verglichen. Die schwedische Tageszeitung Göteborgs-Posten befand, dass einige Szenen, die an Indiana-Jones-Filme erinnern, fehl am Platz wirken.

## Auszeichnungen
Bamse – Der liebste und stärkste Bär der Welt wurde 2015 für den Publikumspreis des schwedischen Filmpreises Guldbagge nominiert.